# Malte Fredriksson
Gustav Malte Fredriksson, född 2 juni 1910 i Sjonhem på Gotland, död 1982 i Skirö, Nye, var en svensk konstnär. 
Han var son till snickarmästaren Vilhelm Johansson och Augusta Fredriksson. Som konstnär var Fredriksson autodidakt och han företog studieresor till Danmark, Frankrike och Nederländerna 1952. Han deltog i samlingsutställningar med Gotlands konstförening och separat ställde han ut i bland annat Uppsala och Borgholm. Hans konst består av stilleben, interiörer, landskapsmålningar och målningar med religiösa motiv. Förutom målningar i olja eller pastell utförde han även monotyper. Fredriksson är representerad med ett stilleben vid Visby lasarett.